# Ivša Lebović
Ivša Lebović (Vrpolje, 25. ožujka 1874. – Bjelovar, 6. studenog 1936.), hrvatski političar i odvjetnik.
Rođen je u Vrpolju. Kao mladi odvjetnik, došao je u Bjelovar. Surađivao je s bjelovarskim odvjetnikom Milanom Rojcom, ocem slikarice Naste Rojc, koji mu je 1906. dao punomoć, kao svom zamjeniku u zastupanju stranaka. Ivša je bio odličan odvjetnik, pomagao je svima, posebno sirotinji, koju je besplatno zastupao na sudu. 
Sa suradnicima, osnovao je ogranak Hrvatske seljačke stranke u Bjelovaru u jesen 1916. Utemeljio je kulturne organizacije, brinuo se o prosvjeti i poboljšanju života na selu. U posjet mu je često navraćao njegov prijatelj Stjepan Radić. 
Godine 1929. bio je zajedno s Vlatkom Mačekom i s još dvadeset i jednim članom hrvatskih organizacija optužen za rušenje režima Kraljevine Jugoslavije. Na suđenju u Beogradu oslobođen je s Vlatkom Mačekom i još osmoricom. Nakon ubojstva dvojice hrvatskih mladića 15. rujna 1935. u Kokincu kraj Bjelovara, oko 60 seljaka bilo je uhićeno i zlostavljano. Na sudu ih je besplatno branio, zajedno s dr. Frankom Winterom. Na izborima 1936. dobio je 13 000 glasova, ali su zastupnička mjesta na prijevaru, dobili dva zastupnika starojugoslavenskog režima, koji su dobili tek 5 000 glasova.
Naglo je umro od srčanog udara 6. studenog 1936. Na sprovodu se okupilo jako puno ljudi, uglednih građana i običnih seljaka. Ispjevane su pjesme njemu u čas. Godine 1938. otkriven mu je spomenik na gradskom groblju sv. Andrije u Bjelovaru. Dobio je ulicu u Bjelovaru pod nazivom - Šetalište Ivše Lebovića.